# ئی-۵۵۸۸۸
ئی-۵۵۸۸۸ (به انگلیسی: E-55888) یک آگونیست انتخابی و قوی گیرنده ۷ سروتونین است که در پژوهش‌های مرتبط با اثر این گیرنده در «درک درد» استفاده می‌شود. این ماده وقتی به تنهایی تجویز شود، تنها جلوی پردردی را می‌گیرد و اثرات ضد درد ندارد، اما وقی به‌همراه مرفین مصرف شود، اثرات ضد درد آن را به‌شدت افزایش می‌دهد.